# Utanförskap
Utanförskap, utslagning och till viss del marginalisering innebär att en individ eller grupp befinner sig utanför och/eller känner sig utestängd från en gemenskap, exempelvis ett hem eller ett folk, arbetsliv, kulturliv eller samhällsliv. Utanförskap kan även avse ett land som står utanför en gemenskap (exempelvis EU). Utvecklingsländer kan vara i ett tillstånd av ekonomiskt utanförskap från den globala ekonomin. Utanförskap från en social gemenskap, exempelvis kamratgrupp i och utanför skolan, kan övergå i mobbning. 

## Flera betydelser avutanförskap
Socialt utanförskap eller social utslagning avser uteslutning från det etablerade samhället, med flera betydelser:
- Bidragsberoende i allmänhet, eller mer specifikt att stå utanför arbetsmarknaden till följd av långtidsarbetslöshet eller långtidssjukdom - en betydelse som har blivit vanlig på 2000-talet i svensk arbetsmarknadspolitisk debatt.[2]
- Social missanpassning (kriminalitet, hemlöshet) med åtföljande drogberoende.[1][3]
- Permanent utestängning av invandrare och andra som tillhör en minoritetsbefolkning från majoritetsbefolkningens samhällsliv[1] till följd av diskriminering eller bristande integration
- Alienation och utestängning av personer med antisocialt eller annat avvikande beteende från det etablerade samhället, exempelvis förr i tiden genom utstötning (brutalt avlägsnande)[4] från byn eller genom fredlöshet
- Samhällshinder som gör att personer med funktionsnedsättning inte har möjlighet att delta i samhällslivet i samma utsträckning som majoritetsbefolkningen
- Trasproletariat

Utanförskapsområden identifieras i en rapport (2024) med hjälp av samvariation mellan följande faktorer:
- Kriminalitet
- Otrygghet
- Bidragsberoende
- Trångboddhet
- Lågt demokratiskt deltagande
- Svaga skolresultat
- Svag arbetsmarknadsetablering
- Lågt engagemang i föreningsliv och civilsamhälle
- Ohälsa

En statsvetenskaplig studie  visar att ordet utanförskap under perioden 2016-2018 har givits olika innebörd av olika politiska partier. Socialdemokraterna hänvisade till ett socialt utanförskap, Moderaterna till ett ekonomiskt utanförskap och Sverigedemokraterna till ett socialt/ekonomiskt utanförskap.

## Sverige
Alliansen började i valrörelsen 2006 att använda begreppet utanförskap specifikt om personer som står utanför arbetsmarknaden, och är "beroende" av ersättningssystem. De båda grupperna långtidsarbetslösa och långtidssjukskrivna beskrevs som kommunicerande kärl som människor ofta förflyttade sig emellan vid ändrad politik. Politiken skulle nu ha en arbetslinje med syfte att minska de båda gruppernas totala storlek, vilken man kallade för utanförskap. I valrörelsen 2006 angav moderatledaren Fredrik Reinfeldt siffran 1,5 miljoner på det "totala utanförskapet" och definierade det som "De som inte jobbar alls eller så mycket som de skulle vilja". Finansminister Anders Borg satte 2007 en annan siffra på utanförskapet, och angav den till 1 063 220 personer, eller 19,1 % av befolkningen i arbetsför ålder i Sverige 2006. Denna siffra är egentligen ett mått som SCB brukar kalla andel "helårsekvivalenter i åldrarna 20–64 som försörjdes med sociala ersättningar och bidrag", det vill säga hur stor del av befolkningen som försörjer sig på sjuk- och aktivitetsersättning (störst), a-kassa, sjukpenning, arbetsmarknadsåtgärder, samt ekonomiskt bistånd (minst). Se tabellen nedan. 
Det Reinfeldt kallade det "totala utanförskapet" baseras på SCB:s arbetskraftsundersökning (AKU). Den siffran innefattar dessutom personer som är undersysselsatta (som har jobb men vill jobba mer) och latent arbetssökande (som önskar arbeta men inte har sökt jobb). Eftersom AKU:s siffra inte omräknar till helårsekvivalenter anger den högre siffror på antal arbetslösa, antal i arbetsmarknadsåtgärder och antal i sjuk- och aktivitetsersättning.

### Helårsekvivalenter
Följande tabell visar utanförskapet i Sverige, uttryckt som antalet helårsekvivalenter som har försörjts med sociala ersättningar och bidrag sedan 1990, och deras andel av befolkningen i åldrarna 20–64. Två personer som är sjukskrivna 50 % under ett år, eller två som är arbetslösa 6 månader, motsvarar således tillsammans en helårsekvivalent. Finansminister Anders Borg använde 2007 denna siffra som ett mått på utanförskap.
| År   | Andel av befolkningen i arbetsför ålder % | Antal helårsekvivalenter |
| ---- | ----------------------------------------- | ------------------------ |
| 1990 | 14,8                                      | 732 236                  |
| 1991 | 16,4                                      | 816 587                  |
| 1992 | 19,0                                      | 954 303                  |
| 1993 | 22,0                                      | 1 112 473                |
| 1994 | 22,7                                      | 1 157 544                |
| 1995 | 22,2                                      | 1 138 715                |
| 1996 | 22,2                                      | 1 139 350                |
| 1997 | 21,9                                      | 1 123 599                |
| 1998 | 20,6                                      | 1 066 120                |
| 1999 | 19,9                                      | 1 030 282                |
| 2000 | 19,6                                      | 1 019 237                |
| 2001 | 19,3                                      | 1 008 701                |
| 2002 | 19,8                                      | 1 040 398                |
| 2003 | 19,6                                      | 1 037 802                |
| 2004 | 20,2                                      | 1 071 227                |
| 2005 | 20,0                                      | 1 063 766                |
| 2006 | 19,2                                      | 1 031 699                |
| 2007 | 17,0                                      | 918 221                  |
| 2008 | 15,5                                      | 839 612                  |
| 2009 | 16,1                                      | 878 231                  |
| 2010 | 15,9                                      | 871 535                  |
| 2011 | 14,6                                      | 808 899                  |
| 2012 | 14,6                                      | 809 536                  |
| 2013 | 15,0                                      | 838 861                  |
| 2014 | 14,9                                      | 840 665                  |
| 2015 | 14,8                                      | 837 790                  |
| 2016 | 14,4                                      | 827 051                  |
| 2017 | 14,0                                      | 807 949                  |
| 2018 | 13,3                                      | 775 329                  |
| 2019 | 12,7                                      | 745 272                  |
| 2020 | 13,5                                      | 790 242                  |
| 2021 | 13,3                                      | 784 018                  |
| 2022 | 11,9                                      | 708 249                  |

### Rapport om utanförskapsområden 2024
På uppdrag av regeringen presenterade Boverket och SCB år 2024 en rapport som identifierade 180 områden med stor sammanvägda problembilden vad gäller utanförskap.

### Debatt
Begreppet utanförskap användes flitigt i debatten i valrörelsen inför riksdagsvalet 2006, först av moderater, senare av politiker av skild partifärg. Begreppet har i en debattartikel av nationalekonomen Bertil Holmlund beskrivits som problematiskt. Användningen av helårsekvivalenter för att mäta utanförskap kritiserades för att måttet endast inkluderar sådan arbetslöshet och långtidssjukdom som ger ekonomisk ersättning (så kallat bidragsberoende), vilket kan manipuleras politiskt genom att ändra ersättningssystemens kvalifikationskrav eller längden av a-kassans ersättningsperioder. Kritiken avsåg också att i debatten kopplades begreppet på ett tendentiöst sätt till invandrare, kriminalitet och drogmissbruk. Den borgerliga alliansen etablerade en orsakskedja som såg ut på följande vis: arbetslös (och invandrare) – bidragsberoende – utanförskap – kriminellt beteende.[källa behövs]
Alliansregeringen menade att många hade lämnat utanförskap sedan regeringen tillträdde 2006 trots lågkonjunktur i Europa. Statistik från 2014 visade också att antal personer med sjukersättning och antal sjukskrivna hade minskat och nu stod till arbetsmarknadens förfogande, men sysselsättningsgraden hade inte ökat. Istället stod många tidigare sjuklediga i långtidsarbetslöshet och allt fler uppbar socialbidrag, och enligt prognoser 2014 förväntades fortsatt minskning av sysselsättningsgraden. Oppositionen ifrågasatte begreppet helårsekvivalenter (som regeringen använde fram till 2010) som mått på utanförskap, och kritiserade även Alliansen för att ha använt flera alternativa definitioner på utanförskap.
Ofta används utanförskap som förklaringsmodell till att unga svenskar radikaliseras och ansluter sig till Islamiska staten, men studier utomlands visar att även ungdomar ifrån välbärgade familjer kan lockas av våldsamma salafistiska budskap.
Regeringen Kristersson behandlar frågor om utanförskap som en del av migrations- och integrationspolitiken och skrev 2024 att man vidtar åtgärder för att minska den asylrelaterade invandringen "för att skapa bättre förutsättningar för integration och för att minska utanförskapet".